# Camoapa 1ra. Sección A
Camoapa 1ra. Sección A är en ort i Mexiko.   Den ligger i kommunen Pichucalco och delstaten Chiapas, i den sydöstra delen av landet, 700 km öster om huvudstaden Mexico City. Camoapa 1ra. Sección A ligger 155 meter över havet och antalet invånare är 181.
Terrängen runt Camoapa 1ra. Sección A är kuperad åt sydost, men åt nordväst är den platt. Runt Camoapa 1ra. Sección A är det ganska tätbefolkat, med 58 invånare per kvadratkilometer. Närmaste större samhälle är Pichucalco, 10,3 km öster om Camoapa 1ra. Sección A. Trakten runt Camoapa 1ra. Sección A består till största delen av jordbruksmark.